# Nguyễn Hoàng Thiên
Nguyễn Hoàng Thiên (sinh ngày 12 tháng 3 năm 1995) là vận động viên quần vợt Việt Nam.
Thiên có được vị trí ATP đơn cao nhất trong sự nghiệp là 1368, đạt được vào ngày 18 tháng 6 năm 2012. Anh có thứ hạng đôi cao nhất là 770, đạt được vào ngày 3 tháng 4 năm 2017.
Hoàng Thiên đại diện cho Việt Nam tại Davis Cup và có thành tích thắng/thua là 13–11.